# Radagaisus
Radagaisus († 23. August 406) war ein gotischer Heerführer, wahrscheinlich ein Greutunge. Er führte 405/06 ein im Kern gotisches Heer – realistische Schätzungen gehen von etwa 20.000 Kriegern aus; das würde einer Gesamtzahl von ca. 100.000 Menschen entsprechen – aus der Umklammerung der Hunnen nach Oberitalien. Ob der Zug polyethnisch zusammengesetzt war, d. h. neben gotischen Gruppen aus mehreren unterschiedlichen Stämmen bestand, ist nicht klar zu beantworten; nur Zosimos spricht davon.
Auf seinem Weg nach Oberitalien hinterließ Radagaisus eine Spur der Verwüstung. Er belagerte Florenz, wurde aber von einem Entsatzheer, zu dem auch hunnische Truppen Uldins gehörten, unter der Führung des weströmischen Heermeisters Stilicho in der Schlacht bei Faesulae vernichtend geschlagen. Nach der Niederlage geriet Radagaisus in Gefangenschaft und wurde kurz darauf hingerichtet. Stilicho gliederte Teile der gegnerischen Armee in sein Heer ein, der Rest wurde versklavt. Die Preise für Sklaven sollen aufgrund dieses Überangebots regelrecht zusammengebrochen sein.